# Cauldstane Slap
Cauldstane Slap är ett bergspass i Storbritannien.   Det ligger i kommunen West Lothian och riksdelen Skottland, i den centrala delen av landet, 500 km norr om huvudstaden London. Cauldstane Slap ligger 433 meter över havet.
Terrängen runt Cauldstane Slap är kuperad åt nordost, men åt sydväst är den platt. Cauldstane Slap ligger uppe på en höjd.Runt Cauldstane Slap är det glesbefolkat, med 16 invånare per kvadratkilometer. Närmaste större samhälle är Livingston, 12,1 km nordväst om Cauldstane Slap. Trakten runt Cauldstane Slap består i huvudsak av gräsmarker.